# Nicol Sanhueza
Nicol Stefania Sanhueza Herrera (Chile; 13 de marzo de 1992) es una futbolista chilena. Juega de delantera y su equipo actual es Universidad Católica de la Primera División de Chile. Es internacional absoluto por la selección de Chile desde 2018.

## Trayectoria
Sanhueza comenzó su carrera en la Universidad de Chile. Luego, en 2013 pasó a Everton y después a Palestino, donde formó parte del equipo que ganó el Torneo Clausura 2015.
En 2019 fichó en el 3B da Amazonia de la Serie A2 de Brasil. Aunque en junio de ese año, regresaría a Palestino.
En febrero de 2020, Sanhueza se incorporó a Colo-Colo. Tras la obtención del título de Primera División 2022, en enero de 2023 renovó su contrato con el club.
En 2025, luego de cinco años jugando por las albas, es confirmada como nuevo refuerzo de Universidad Católica.

## Selección nacional
Debutó en la el 11 de diciembre de 2011 ante Brasil por el Torneo Internacional de la Ciudad de São Paulo 2011.

## Clubes
| Club                 | País   | Año       |
| -------------------- | ------ | --------- |
| Universidad de Chile | Chile  | -2012     |
| Everton              | Chile  | 2013      |
| Palestino            | Chile  | 2014-2018 |
| 3B da Amazonia       | Brasil | 2019      |
| Palestino            | Chile  | 2019      |
| Colo-Colo            | Chile  | 2020-2024 |
| Universidad Católica | Chile  | 2025-     |

## Palmarés

### Títulos nacionales
| Título                    | Club      | País  | Año                  |
| ------------------------- | --------- | ----- | -------------------- |
| Primera División de Chile | Palestino | Chile | Torneo Clausura 2015 |
| Primera División de Chile | Colo-Colo | Chile | 2022                 |
| Primera División de Chile | Colo-Colo | Chile | 2023                 |
| Primera División de Chile | Colo-Colo | Chile | 2024                 |